# Політичний устрій Шпіцбергену

Герб губернатора Шпіцбергену

Шпіцбергенський трактат визначив міжнародно-правове становище архіпелагу і встановив над ним суверенітет Норвегії. За ним державам-учасникам договору давались рівні права на експлуатацію островів.

## Міжнародні договори

### Шпіцбергенський трактат
Шпіцберген був територією, яка не мала постійного корінного населення. Різні країни брали участь в освоєнні його території. Тут розвивалися різні промисли включаючи риболовлю, полювання на китів, а пізніше видобування гірських покладів руд, туризм і наукові дослідження.
Будь-які правила і закони на архіпелазі або не існували зовсім, або були присутні в незначній степені. Цей факт не міг не породити все можливі конфлікти, в особливості по питанню територіальної приналежності Шпіцбергену між Великою Британією, Нідерландами, Данією і Норвегією, який довго стояв на заваді покращення відносин між цими країнами з 17 ст.
На початку XX століття, в зв'язку з початком розробки вугільних залягань руд, знову було підняте питання про приналежність архіпелагу до якоїсь країни і встановлення державності на ньому. 9 лютого 1920 року в Парижі в ході переговорів після Першої світової війни був підписаний Шпіцбергенський трактат, який визначив міжнародно-правовий статус архіпелагу і встановив над ним суверенітет Норвегії. Основними пунктами у трактаті були:
- Правила оподаткування - всі податки, які були зібрані на Шпіцбергені залишаються на Шпіцбергені і складають рівно стільки, скільки це є потрібним мешканцям архіпелагу. Через це податки на Шпіцбергені є значно нижчими, ніж на материковій частині Норвегії;
- Безпека навколишнього середовища і його охорона — повністю покладена на Правління Норвегії;
- Відсутність дискримінації — будь-який громадянин і всілякі компанії країн, які підписались під трактатом, мають право проживати, працювати і вести свій бізнес на архіпелазі, всі мають рівні права на вилов риби, полювання, на те щоб займатися всілякими видами морської ловлі, промислової, рудовидобувної чи торгової діяльності. Жителі архіпелагу Шпіцберген повинні дотримуватися норвезького законодавства. Норвезька влада в свою чергу не має права дискримінувати того чи іншого громадянина на користь іншого жителя будь-якої національності.
- Демілітаризована зона — стаття 9 прямо забороняє споруджувати або допускати створення морських баз чи укріплень на території архіпелагу, а також використовувати його для військових цілей.

### Країни учасники
Шпіцбергенський трактат підписало 39 країн: Австрія, Австралія, Албанія, Аргентина, Афганістан, Бельгія, Болгарія, Велика Британія, Угорщина, Венесуела, Німеччина , Греція, Данія, Домініканська Республіка, Єгипет, Індія, Італія, Ісландія, Іспанія, Канада, Китай, Нідерланди, Нова Зеландія, Норвегія, Монако, Польща, Португалія, Румунія, Росія, Саудівська Аравія, США, Фінляндія, Франція, Чилі, Швеція, Швейцарія, Естонія, ПАР та Японія.
На правах рівноцінного використання природних ресурсів окрім норвезьких селищ Лонг'їр, Ню-Олесунн и Свеагрува, на архіпелазі були засновані і радянські селища Баренцбург, Грумант і Піраміда.

### Закон про статус Шпіцбергена
Згідно Закону про статус Шпіцбергену, підписаному 17 червня 1925 року, Шпіцберген ставав територіальною одиницею Королівства Норвегія, але влада держави мала межі, які були перераховані в Шпіцбергенському трактаті. На Шпіцберген поширювались цивільне і кримінальне законодавство, органи законодавчих, виконавчої і судової влади Норвегії. Закон був поданий на підпис(затвердження) королю 7 серпня 1925 року, а вже 14 серпня того ж року закон вступив у дію.

### Договори про кордон
У вересні 2000 року між Норвегією і Росією був підписаний договір, який встановлював кордон між архіпелагами Шпіцберген і Нова Земля.

## Історія

### XVI—XIX століття

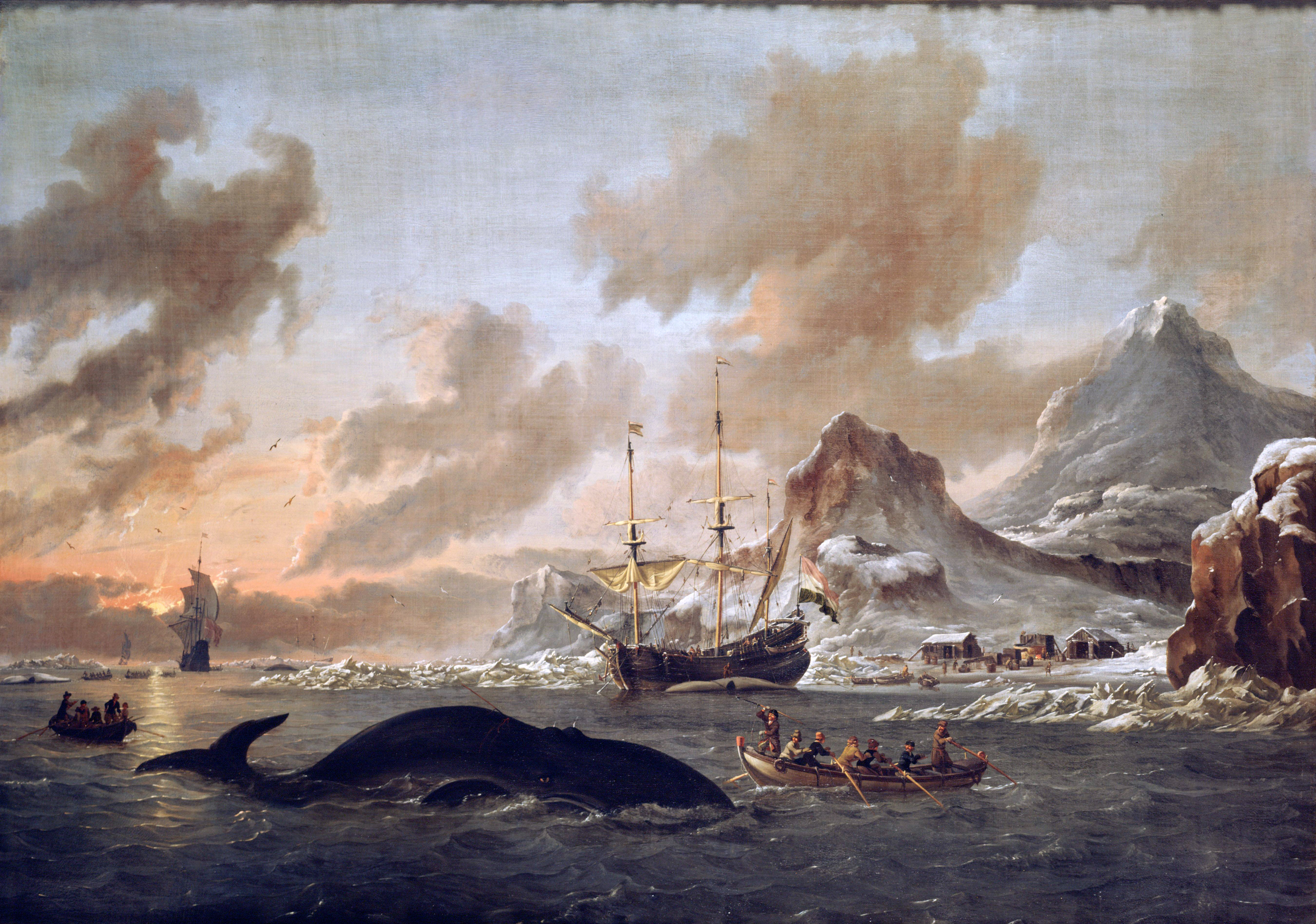
Абрахам Сторк 1690 рік. Полювання на китів

Шпіцберген, безсумнівно, був помічений ще Віллемом Баренцом з Нідерландів у 1596 році, хоча він, можливо, раніше був виявлений німецькими або поморськими мореплавцями. Із цього часу почали активно боротися за острови Англія з 1604 р та Росія. Із 1611 року Фірма Джонас Пул почала займатися рибним промислом на Шпіцбергені. Наступного року московська компанія відправила нову експедицію, але зустріла і голландські, і іспанські китобійні судна. Компанія заявила про ексклюзивні права на територію та хотіла позбутися суперників. У 1613 році в експедицію було відправлено сім збройних англійських кораблів, які вигнали кілька десятків голландських, іспанських та французьких суден.
Це призвело до міжнародного політичного конфлікту. Голландці заперечували ексклюзивні права англійців, заявляючи про принцип спільності моря та нагадали про свої права. Крістіан IV стверджував, що Данія-Норвегія має право на все Північне море включно з володінням Гренландією, в той час всі сторони вважали, що Шпіцберген є частиною Гренландії. Англія запропонувала придбати права у Данії-Норвегії в 1614 році, але пропозиція була відхилена, після чого англійська делегація повернулася до своєї позиції щодо винятковості. Данія-Норвегія направила в 1615 р. три кораблі, щоб збирати податки із англійських та голландських китобійників, але ті в свою чергу відмовлялися платити.
Англійці стверджували про своє право на володіння на підставі хибного твердження, що Шпіцберген був відкритий Х'ю Віллоббі в 1553 році, і що Яків I приєднав його у 1614 році на тій підставі що англійці перші, хто почали тут китобійний промисел. Нідерланди заявили, що китобійний промисел не може бути підставою для приєднання островів. Проблема закінчилася політичним тупиком: Данія, Норвегія та Англія одночасно претендували на суверенітет над архіпелагом, а Франція, Нідерланди та Іспанія вимагали, щоб архіпелаг став вільною зоною для торгівлі та промислу. Незважаючи на те, що Данія та Норвегія офіційно не відмовилася від своєї претензії на Шпіцберген, архіпелаг продовжував залишатися terra nullius — землею без уряду.
Англійці та голландці домовилися щодо островів у 1614 році, оскільки агресія перешкоджала стосункам і не була в інтересах обох держав. У тому ж році Нідерланди створили Noersdeh Compagnieas китобійний картель. Через кілька років після того, як «Московська компанія» відчула фінансові труднощі, «Noordsche Compagnie» отримала перевагу і вийшла на провідні позиції у китобійному промислу в цьому регіоні. Компанія стала монополістом в північно-західній частині Шпіцбергена (навколо о. Земля Альберта І) і дозволяла лише обмежену присутність Данії. Англійці контролювали південь, а французи — північне узбережжя і відкрите море. Далі ситуація стабілізувалася. До кінця 18 ст. китобійний промисел почав згасати, бо місцеві кити почали вимирати.

### XX століття
Після значних політичних дебатів пропозицію про створення Шпіцбергену як залежної території та адміністрування її від Тромсе було відхилено. Натомість Шпіцберген почав керуватися губернатором, вважатись частиною Королівства Норвегія, хоча і не розглядався як окремий округ. До 1925 р. острови були відомі як архіпелаг Шпіцберген, коли було введено назву Свальбард. Закон «Про статус» набрав чинності 14 серпня 1925 року. Кодекс видобутку було прийнято в 1925 році, і до 1927 року всі претензії щодо видобутку корисних копалин, деякі з яких є суперечливими, вирішені. Вся земля була прийнята урядом Норвегії. Незважаючи на те, що Радянський Союз спочатку скептично ставився до цього договору, його уряд бажав підписати в обмін на норвезьке визнання суверенітету, визнання радянського режиму. До Другої світової війни, як губернатор, так і комісар гірничодобувної промисловості це була одна особа, дислокованою на материку взимку.

### «Холодна війна»
Протягом 20-х років гірнича справа опинилася в умовах економічного спаду, в результаті чого деякі шахти на острові були закриті. До 1930-х років залишилося лише магазин «Norske Spizbergen Coolcompani» та радянський державний «Арктикуголь», що призвело до двосторонньої суперечки. Основні населені пункти архіпелагу були евакуйовані до окупації Німеччиною під час операції "Зітронелла" . Радянський Союз запропонував у 1944 р., щоб Свальбард став кондомініумом, (об'єднаним норвезьким і радянським правлінням, за винятком Б'єрння, який буде переданий Радянському Союзу). Хоча ця пропозиція обговорювалася в Норвегії, вона остаточно була відхилена в 1947 році. Норвезька та радянська громади в значній мірі були незалежними один від одного, і кожна з них мала власну інфраструктуру, таку як поштова служба, радіостанції та транспорт. Норвезьке населення складалися приблизно в 1000 чоловік, тоді як там було вдвічі більше радянських людей.

### Нормалізація відносин
Шпіцбергенська рада була створена 1 листопада 1971 року. Вона складалася з 17 безпартійних членів, які були обрані або призначені від трьох різних норвезьких груп — співробітників ССНК, урядових службовців тощо, хоча цей коефіцієнт змінювався кілька разів . Svalbard Samfunnsdrift (SSD), товариство з обмеженою відповідальністю, що відповідає за державну інфраструктуру та послуги в Лонгейрбені, було створено магазином Норске 1 січня 1989 року . Його обов'язки включають охорону здоров'я, пожежну службу, дитячий садки, дороги, сміттєзвалище, електроенергетику, систему водопостачання та водовідведення, кінотеатр, культурні активи та бібліотеку. Власність SSD була передана Міністерству торгівлі та промисловості Норвегії 1 січня 1993 року . Протягом 1990-х років влада розпочала процес «нормалізації» Лонгейрбена запровадивши повний спектр послуг, різноманітні економічні та місцеві свободи. Рада Свальбарда змінила свої правила з 1993 року і дозволила сторонам виступати на виборах. Рада громади Лонгейрбейна була створена в 2002 році, замінивши Свальбардську раду та включила в себе SSD .
З 1990 по 2011 рік населення росіян та українців скоротилося з 2300 до 370, а норвезьке населення збільшилося з 1100 до 2000.

## Створення адміністрації
Роботу зі створення адміністрації було ініційовано Адольфом Еріком Норденскіольдом у 1871 році. Після переговорів з урядами, він дійшов висновку, що тільки Росія та Норвегія будуть заперечувати проти анексії острова. Подорожі Фритьофа Нансена підняли свідомість населення Норвегії і норвежці почали більше цікавитися Арктикою . Виходячи з цього громадськість підтримувала анексію Шпіцбергену. Індустріалізація та збільшення кількості мігрантів на острови почалися в 1900-х роках з впровадженням видобутку вугілля. Це спричинило потребу в адміністрації та правового регулювання люди не могли і не малин ніяких способів оформити законно майно
По-друге, існувала потреба в врегулюванні конфліктів, зокрема, у питаннях трудових конфліктів, які часто виникали в гірничодобувних компаніях, а працівники були різними за національним походженням.
Уряд Норвегії проявив ініціативу в 1907 році і ініціював переговори. Багатосторонні конференції відбулися в 1910, 1912 та 1914 роках, всі з яких пропонували різні типи спільного правління. Прорив на користь Норвегії відбувся на Паризькій мирній конференції після Першої світової війни. Німеччина і Росія були виключені з переговорів(через програш Німеччини та інтервенцію країн Антанти в РРФСР), тоді як Норвегія користувалася великою довірою після політики нейтралітету і підтримки союзників під час війни і одночасно вважалася безпечною. Договір від 9 лютого 1920 року надав Норвегії повний суверенітет над островами, хоча він мав дві суттєві обмеження: усі сторони договору мали рівні права на економічні ресурси, а архіпелаг не повинен був використовуватися для «воєнних цілей»(острови ставали демілітаризованою зоною).

## Законодавча і судова влада
Законодавча і судова гілки влади на Шпіцбергені ті ж, що і на всій території Норвегії. Судова система представлена Верховним
судом Королівства (норв. Riksrett), Верховним судом Норвегії (норв. Høyesterett), який складається із 17 постійних судів і президента, Апеляційними судами (в більшості випадків, який є судом «другої інстанції»), Міським судами (в більшості випадків, є судами «першої інстанції»), а також Арбітражними судами. Судді призначаються Королем після висування їх кандидатур Міністерством Юстиції і можуть бути відсторонені від посади яку займають по рішенню Верховного суду Королівства. Законодавча влада на Шпіцбергені представлена губернатором, який, тим не менш, знаходиться під контролем Норвезького уряду.

## Виконавча влада

### Місцеве управління
Місцеве управління комуни Лонгїрбюен (норв. Longyearbyen lokalstyre) в том вигляді, в якому воно існує зараз створено в 2001 році на зразок муніципалітетів материкової частини Норвегії. Місцеве управління несе відповідальність за інфраструктуру, соціальне і територіальне планування, дитячі садки, школу, а також розвиток інженерної інфраструктури. В сферу відповідальності управління не входить оподаткування і медицина (послуги першої медичної допомоги). Вибори в місцеве управління проходять раз в чотири роки і проходять відповідно за правилами виборів Королівства Норвегія.

### Поліція
На Шпіцберген діє Кримінальне право Норвегії. Поліцмейстером архіпелагу є губернатор. Шпіцберген є окремим поліційним округом, відділок поліції є відділком Контори Губернатора і виконує ті ж самі функції, що і органи поліції на континентальній частині Норвегії.
Відділок поліції Контори Губернатора має право вести слідство по кримінальним справам, відкритим в поліції або за заявами від фізичних і юридичних осіб. До обов'язків поліції також входить підтримувати громадський спокій, контроль дорожнього руху, оформлення водійських посвідчень, ліцензій на вогнепальна зброю і оформлення віз.
Місцевий центр управління рятувальними роботами очолює Губернатор. Він відповідає за проведення і результати всіх рятувальних операцій на архіпелазі і на близьких до нього морських територій. Рятувальна служба на Шпіцбергені є частиною Рятувальної служби Норвегії.

### Податкова інспекція
Податкова інспекція Шпіцбергену (норв. Svalbard skattekontor) розміщується в селищі Лонгїр в будівлі пошти.
Кожний хто проживає на Шпіцбергені більше шести місяців заноситься до Реєстру жителів. Це необхідно для отримання ліцензії на зброю і на полювання, здобуття індивідуальних карточок на купівлю спиртних напоїв, отримання прав на використання снігоходів поза селищем, і для багатьох інших цілей. Кожному жителю Шпіцбергена присвоюється особистий ідентифікацій номер платника податків.
Задачі служби включають в себе:
- реєстрацію громадян, які проживають на Шпіцбергені
- знімання податку на розкішне життя[3]
- відрахування місцевим жителям природоохоронного збору, який забирається з купівлі авіаквитків.

Оскільки, згідно Шпіцбергенському трактату, Шпіцберген є окремим податковим округом із своїм законодавством, всі податкові збори залишаються на архіпелазі і використовуються на потреби його мешканців. На Шпіцбергені існують два порядки оподаткування — повна і обмежена зобов'язаність.
Повна зобов'язаність розповсюджується на жителів, які проживають на архіпелазі мінімум 12 місяців. При такому способі платник податків зобов'язаний платити податки зі всіх своїх доходів і особливо навіть із моменту в'їзду в Шпіцберген. Декларація подається в податкову інспекцію щорічно з указанням всіх доходів, причому як на архіпелазі, так і за його межами.
Обмежена відповідальність розповсюджується на осіб (як правило не норвежців), або тих хто проживає і працює на архіпелазі менше 12 місяців, або тих хто проживає і працює на архіпелазі менше 30 днів одночасно. В першому випадку платиться тільки податок на доходи фізичних осіб, в другому випадку податок знімається в рідній країні в якій живе особа.

## Губернатор
| Губернатор               | Присяга | Відставка |
| ------------------------ | ------- | --------- |
| Johannes Gerckens Bassøe | 1925    | 1933      |
| Helge Ingstad            | 1933    | 1935      |
| Wolmar Tycho Marlow      | 1935    | 1941      |
| не було                  | 1941    | 1945      |
| Håkon Balstad            | 1945    | 1956      |
| Odd Birketvedt           | 1956    | 1960      |
| Finn Backer Midtbøe      | 1960    | 1963      |
| Tollef Landsverk         | 1963    | 1967      |
| Stephen Stephensen       | 1967    | 1970      |
| Fredrik Beichmann        | 1970    | 1974      |
| Leif Eldring             | 1974    | 1978      |
| Jan Grøndahl             | 1978    | 1982      |
| Carl Alexander Wendt     | 1982    | 1985      |
| Leif Eldring             | 1985    | 1991      |
| Odd Blomdal              | 1991    | 1995      |
| Ann-Kristin Olsen        | 1995    | 1998      |
| Morten Ruud              | 1998    | 2001      |
| Odd Olsen Ingerø         | 2001    | 2005      |
| Sven Ole Fagernæs        | 2005    | 2005      |
| Per Sefland              | 2005    | 2009      |
| Odd Olsen Ingerø         | 2009    | по т. ч.  |

Губернатор Свальбарда (Шпіцбергена) (норв. Sysselmannen på Svalbard) є представником уряду Норвегії на архіпелазі. Губернатор підкоряється Міністерству юстиції Норвегії, проте він вправі виконувати доручення і інших Міністерств, наприклад Міністерства Охорони навколишнього середовища. Орган управління (Кабінет Губернатора), виконує ряд функцій, в тому числі поліції і департаменту охорони навколишнього середовища. Кабінет Губернатора включає в себе 3 відділи — Відділ поліції, Відділ охорони навколишнього середовища і Адміністративний відділ. Персонал складається із 31 осіб, і всі вони підкоряються губернатору. Окрім цього у губернатора існує свій апарат. В туристичний період з травня по вересень він має двоє поліцейські та інспекторні функції. Також періодично запрошує археологів для підтримки пам'ятників культурної спадщини.

### Персонал
* — в літній період із травня до вересня.

### Задачі і цілі
Основні задачі і цілі
- Підтримка суверенітету.
- Дотримання інтересів держави.
- Праця на благо регіону.

Відділ охорони навколишнього середовища
- Моніторинг стану навколишнього середовища.
- Дотримання екологічних норм при побудові і комерційній діяльності.
- Управління національними парками.
- Контроль рибних ресурсів.
- Контроль за відпочиваючими на природі, туристами і торговими точками поза населеними пунктами.
- Контроль за переробкою сміття.
- Оновлення архівів і здійснення археологічних досліджень.
- Контроль за станом пам'ятників.
- Контроль імпорту і експорту тварин.
- Координація ветеринарних послуг.

Відділки поліції:
- Організація і проведення розслідувань.
- Контроль трафіку на морі і на суші.
- Обслуговування аеропорту.
- Ведення превентивних дій.
- Поновлення водійських посвідчень.
- Підтримка громадського порядку.
- Видача паспортів.
- Рятувальні операції.
- Контроль за забрудненням навколишнього середовища
- Реєстрація транспортних засобів пересування.
- Забезпечення правопорядку на воді.
- Організація дорожнього руху.
- Законний примус.
- Видача дозволів на отримання вогнепальної зброї.

## Проблематика

### Мирне використання
Стаття 9 Шпіцбергенського договору визначає, що на Свальбарді не можуть бути побудовані як укріплення так і військово-морські бази, а архіпелаг не може бути використаний для воєнних цілей.
Підготовча робота договору, а пізніше державна практика полягала в тому, щоб забезпечити виконання на архіпелазі демілітаризації; однак, договір як такий не забороняє, наприклад, будівництво повітряних станцій або військових об'єктів які не розглядаються як обороні споруди.
Стаття 9 має безліч трактувань, але наявність військової присутності повинна бути встановлена лише в разі нападу або загрози нападу на архіпелаг. Норвегія явно не може використовувати Свальбард під час загрози війни , але зберігає право на самооборону проти нападу на острови. Проте, це право не дозволяє Норвегії привести Свальбард у війну як частину своєї держави та подібно на інші частини своєї країни.

### Суверенітет
Норвегія до 1920 року мала значну міжнародну підтримку норвезької державності на міжнародній арені, проте Шпіцбергенський трактат не у всіх положеннях задовольняв державу яка прагнула більшої влади на архіпелазі. З початком «холодної війни» норвезькі політики хотіли уникнути конфлікту і посилення впливу СРСР. Це спричинило політику спротиву агітації Радянського Союзу, що знов призвело до того, що норвезька влада активно виступала проти норвезької та закордонної діяльності на Свальбарді, яка могла б викликати напруженість. Порівняно з материковими відносинами, в яких домінує стримування через членство в НАТО, норвезька політика на Свальбарді була пов'язана з утихомиренням і збережені нормальних стосунків з Радянським Союзом. Подібним чином, хоча іноземна присутність (НАТО) була прийнятною на материку, вона була сильно не бажана на Шпіцбергені.

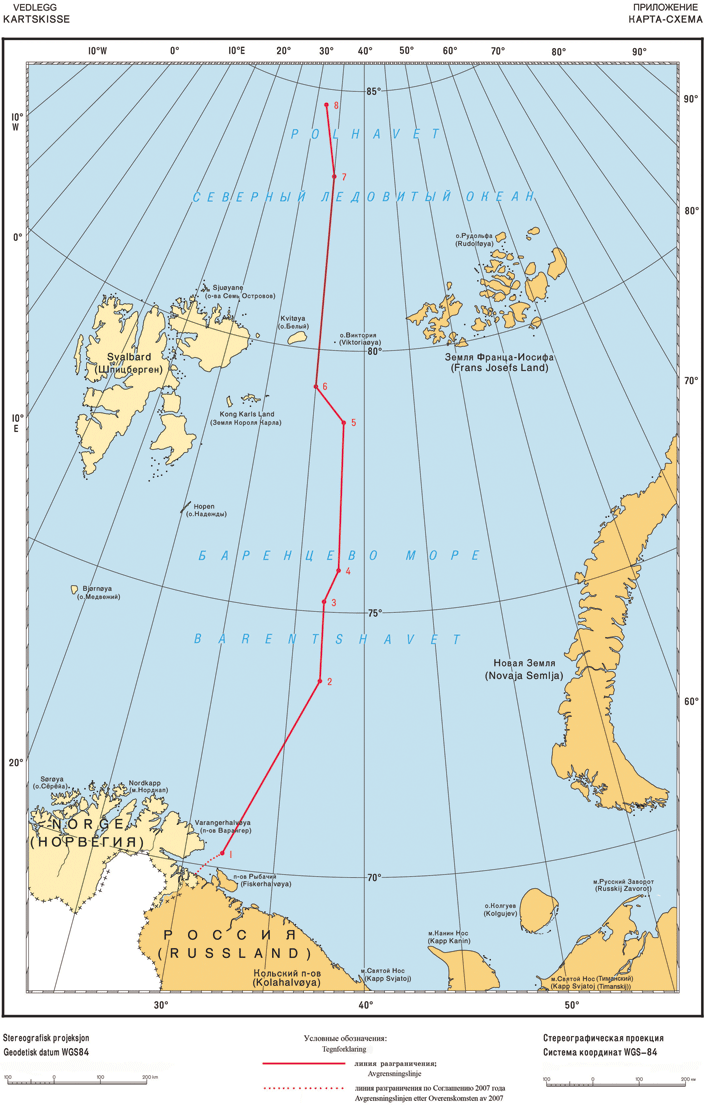
Карта кордону між Росією і Норвегією

Майже вся політика Норвегії по відношенню до Шпіцбергену під час «холодної війни» призвела до погіршення відносин і протестів з боку Радянського Союзу. СРСР стояв на позиції, що за умовами угоди, архіпелаг був демілітаризованою зоною. Радянський Союз виступав проти будь-якої зовнішньої норвезької діяльності на тій підставі, що Норвегія порушила статтю 9.
Дана заява призвела до того, що Норвегія заборонила практично будь-яке іноземну та технічну діяльність на архіпелазі. У Норвегії, по суті, існував «позаполітичний» керований «Шпіцберген» із постійними суперечками по приводу територій і промислової діяльності.
Норвегія заснувала територію захисту рибного середовища, що оточує Шпіцберген 15 червня 1977 року, яка суворо регламентує рибальство, але на недискримінаційній основі. Зона простягається на 200 морських миль (370 км, 230 миль) за територіальні води. Риболовецькі судна з Норвегії, Ісландії, Фарерських островів, Росії та Європейського Союзу отримують квоти на вилов тріски та оселедцю; також Гренландії та Канаді було видано квоти на креветки. 
Норвегія та Радянський Союз(пізніше Росія), не погодились щодо кордону між ексклюзивними економічними зонами двох країн у Баренцевому морі. Норвегія стверджувала, що має застосовуватися принцип повної рівноправності на міжнародному рівні, тоді як Росія стверджує, що використовуватиметься однобічна лінія меридіана. Питання було вирішено компромісом у 2010 році.

### Толерантність
Договір гарантує, що всі громадяни та компанії з країн-підписантів отримають рівні права доступу та проживання. Норвегія не може проводити дискримінацію на підставі національності — права на риболовлю, полювання та майнового становища, торговельної, промислової та морської діяльності. Проте ці дії можуть бути обмежені недискримінаційним законодавством.
Таким чином, Норвегія може встановлювати правила та заборони на основі інших об'єктивних критеріїв або забороняти певні види діяльності в цілому або в певних географічних районах. Застереження про недискримінацію також не забороняє економічній діяльності. Зокрема, дослідницька та наукова діяльність не підпадає під статтю про недискримінацію.
Центральною частиною політики недискримінації є Гірничий кодекс від 7 серпня 1925 р. Неясно, чи кодекс є обов'язковим для міжнародного застосування, або чи Норвегія може внести зміни в односторонньому порядку. Зокрема, комісар видає ліцензії на пошук корисних копалин, земель державної власності та іншого власника та реєстрацію претензій. Щоб зберегти вимогу, власник повинен мати робочими 1500 чоловік-годин на п'ять років і сплачувати щорічну плату в розмірі 6000 норвезьких крон. Проте Міністерство торгівлі та промисловості може надавати винятки із зобов'язань за роботою за певних умов.
Договір передбачає лише оподаткування, оскільки він покриває витрати на адміністрування архіпелагу. Таким чином, податкова ставка є значно нижчою, ніж у Столиці Норвегії, та інших регіонах країни включаючи відсутність податку на додану вартість. Уряд узагальнює свої витрати на «Шпіцберген» у бюджеті «Шпіцбергену» . Правила оподаткування зробили його податковим раєм, а в 2009 році оператор нафтових установок Seadrill створив дочірню компанію в Лонгейрбені для з метою менше платити податки. У 2011 році ставка податку на прибуток, яка перевищує 10 мільйонів норвезьких крон, була збільшена з 16 до 28 відсотків — тобто стала такою, як і на материку.

## Галерея

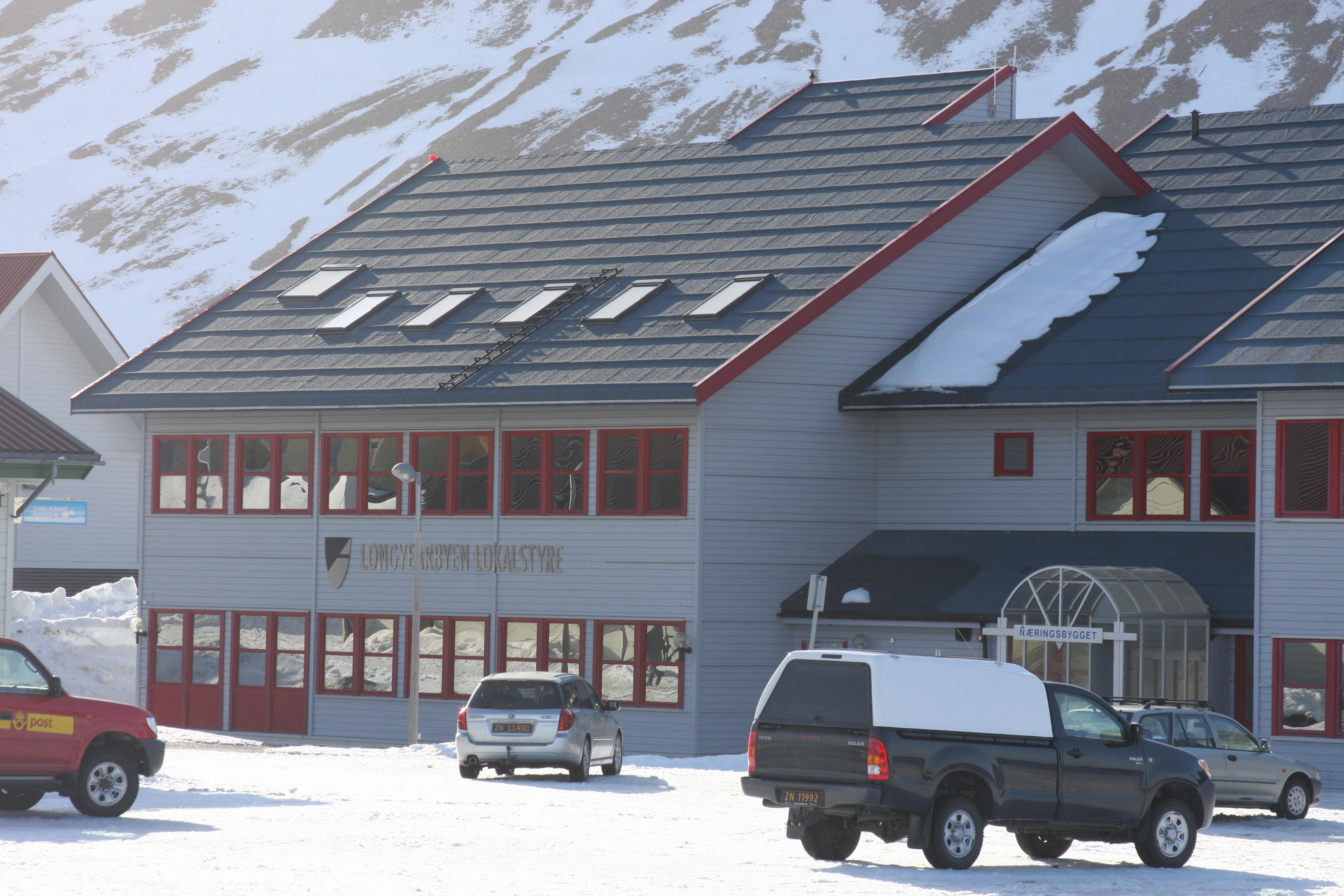
Лонгенбірен центр міста
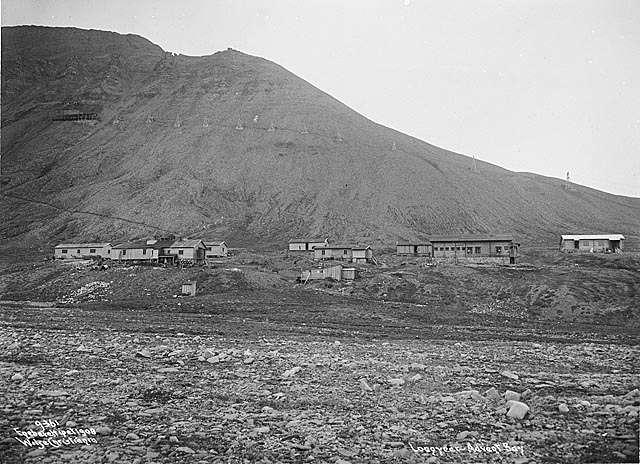
Лонг'їр в 1908 році
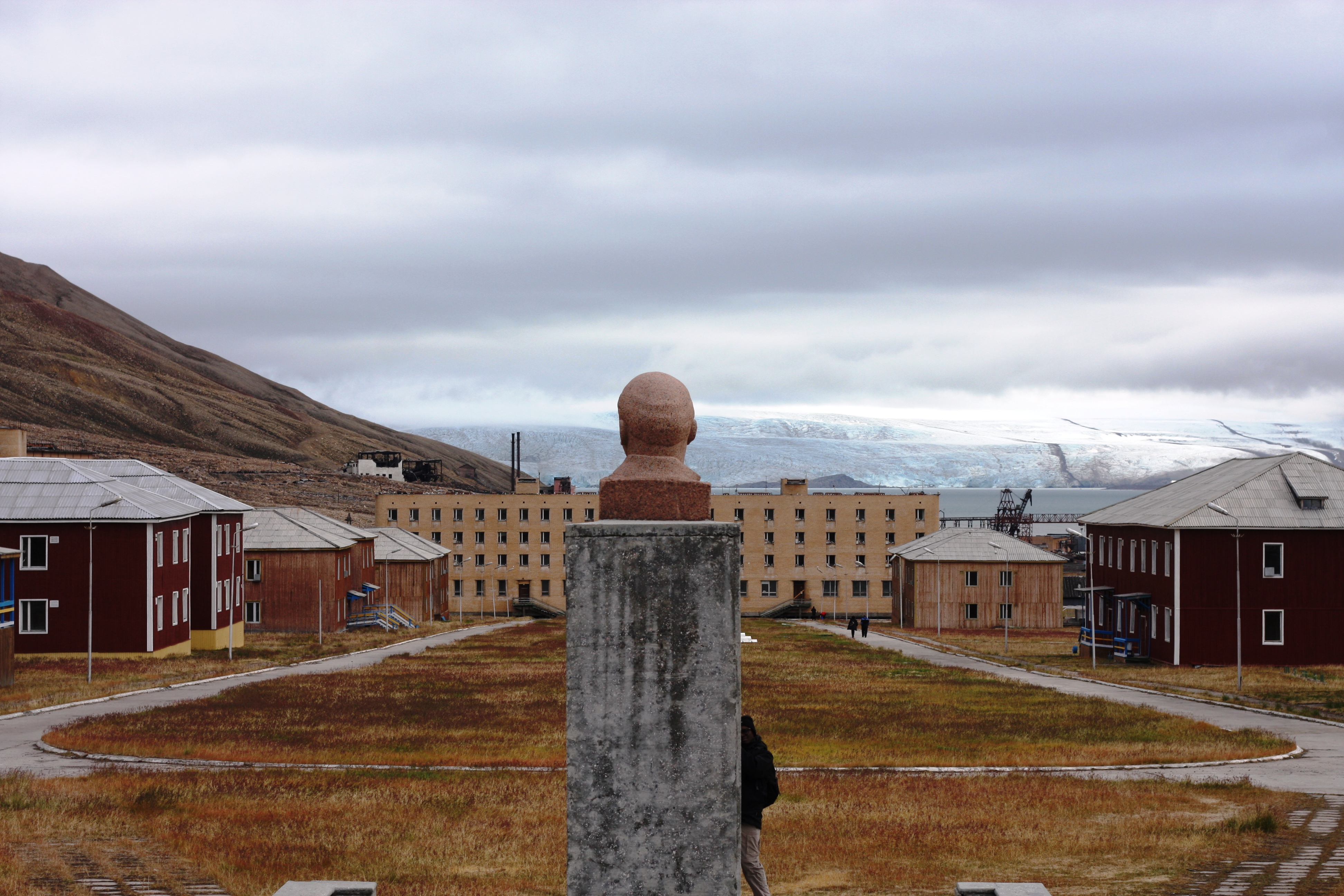
Статуя Леніна дивиться на радянське селище Піраміден, яке на сьогодні є містом-привидом
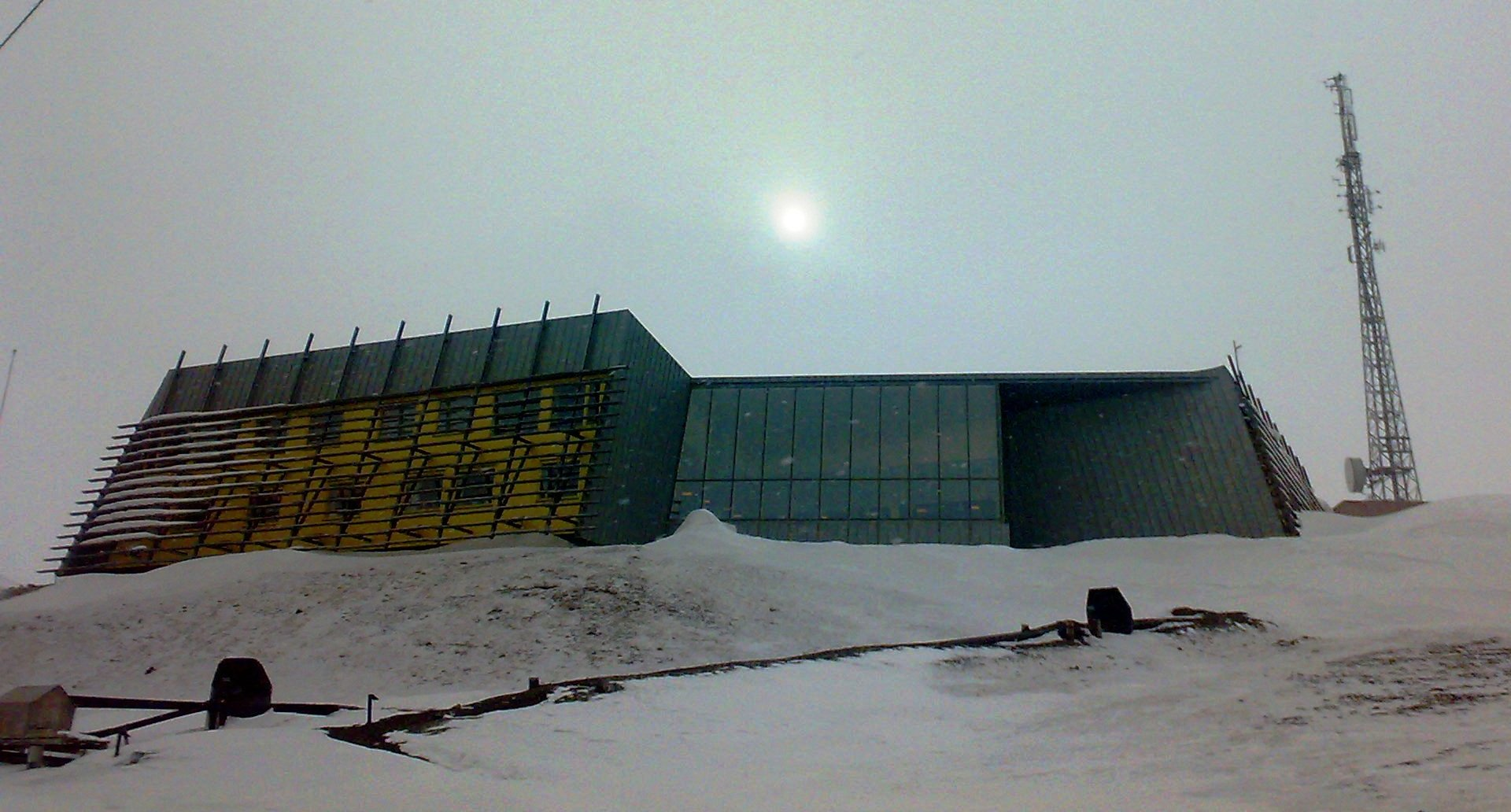
Офіс Губернатора
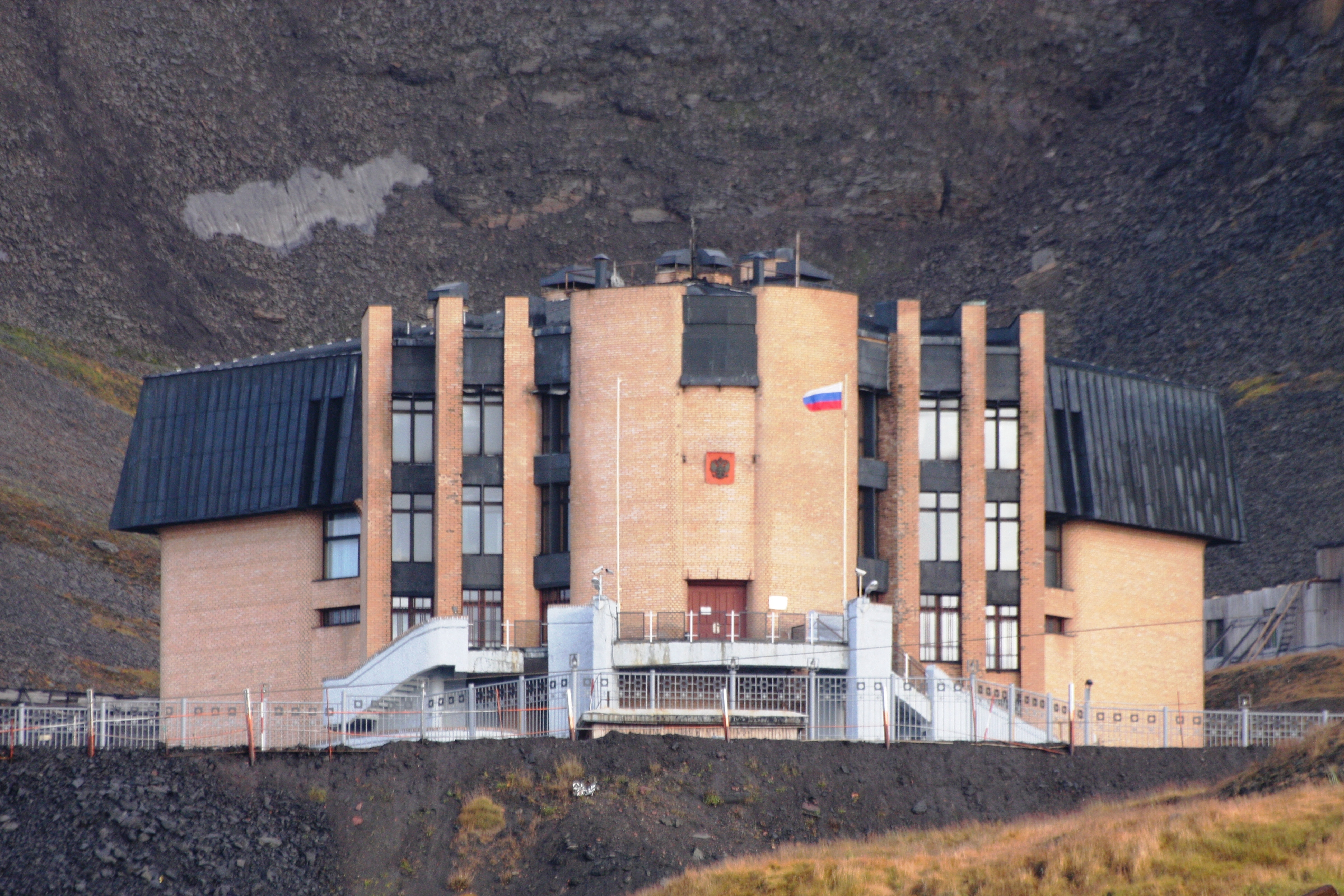
Консульство Росії в Баренцзбурзі
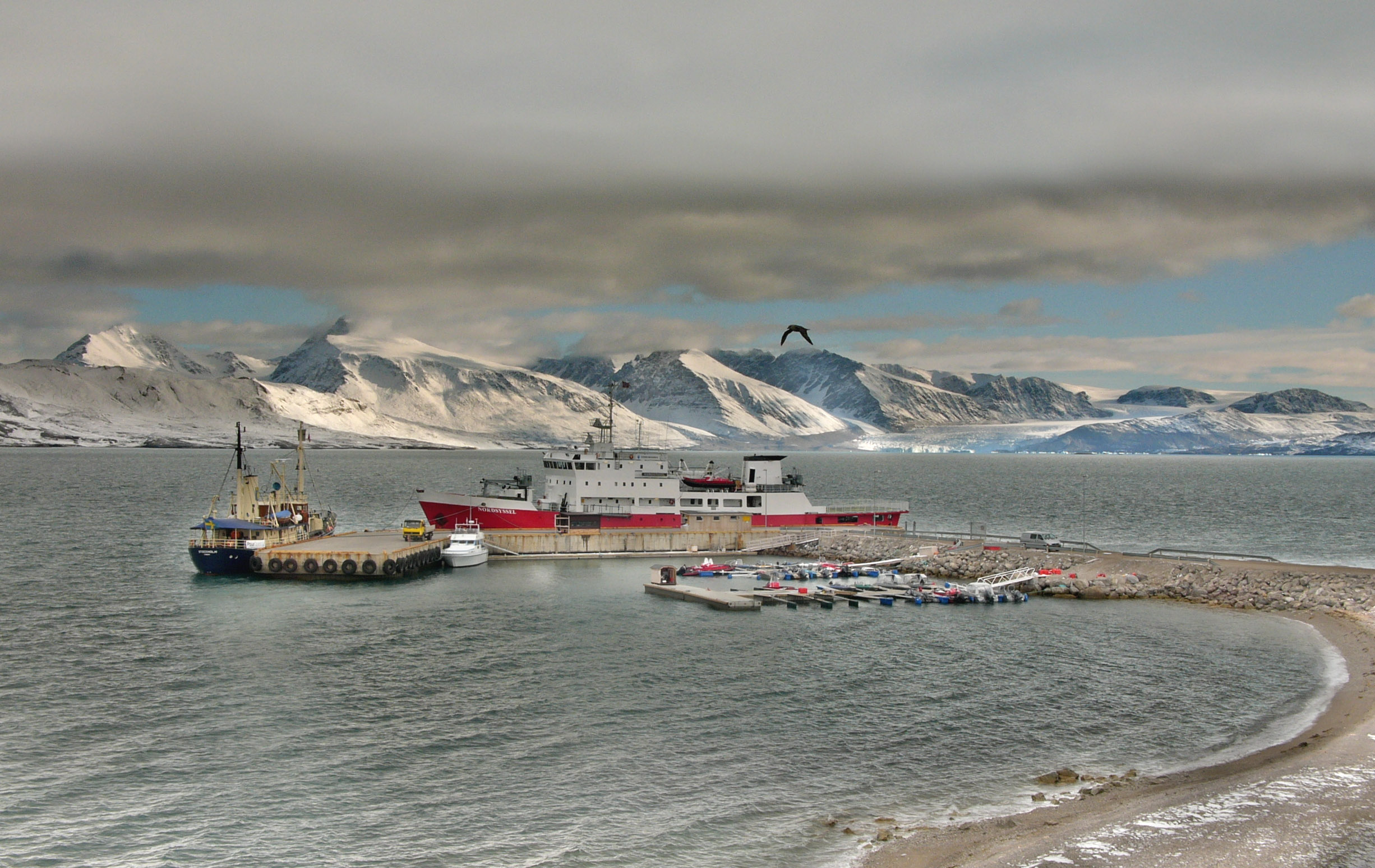
Nordsyssel в порту Ню-Олесунн
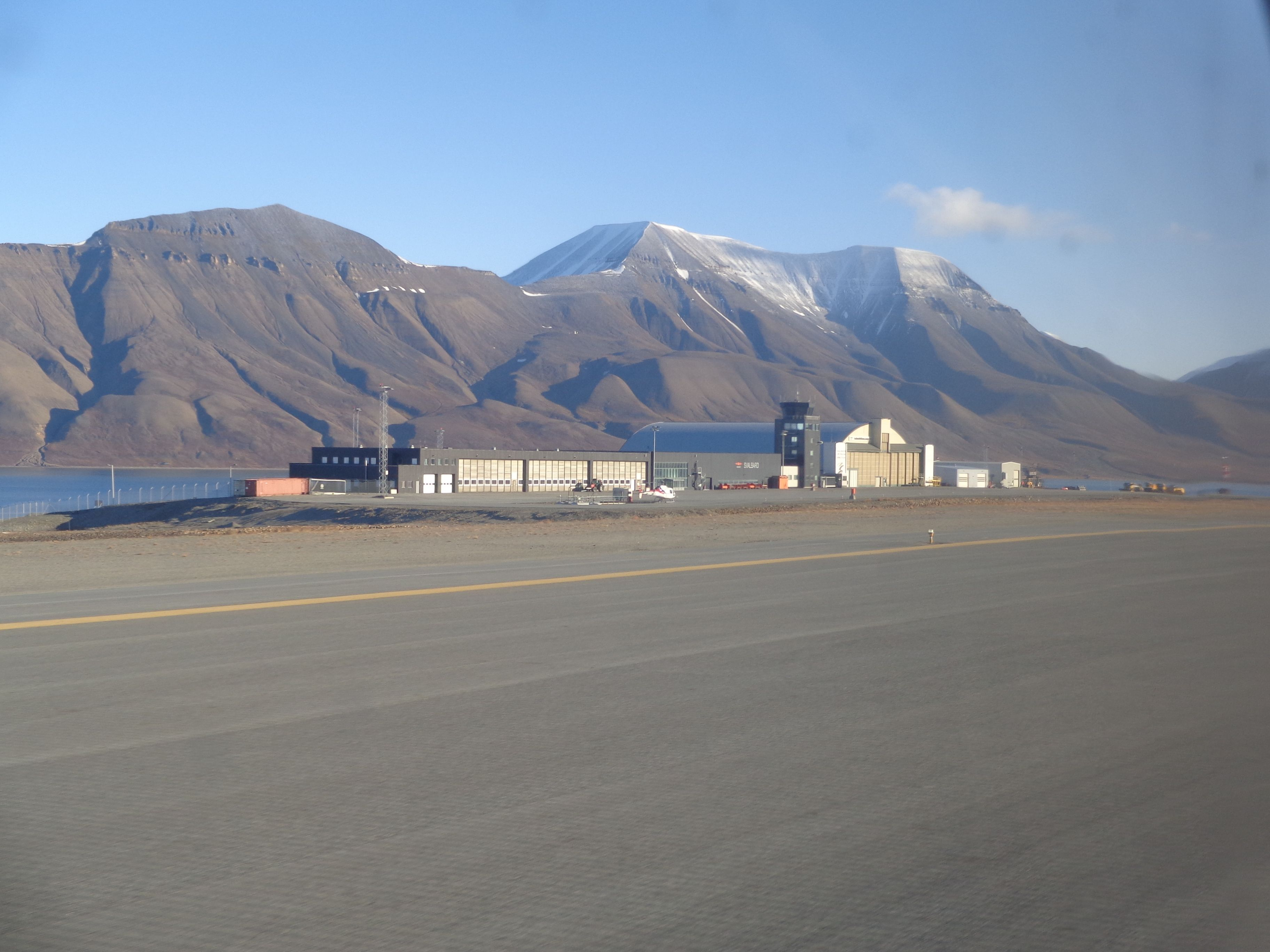
Аеропорт Свабальд